# Racherin
Die Racherin ist ein 3092 m ü. A. hoher Berg in der Glocknergruppe der Hohen Tauern in Österreich. Der Gipfel befindet sich ca. 6 km Luftlinie nordwestlich von Heiligenblut im Bundesland Kärnten. Der markierungs- und  größtenteils weglose Normalanstieg ist bei schneefreien und trockenen Verhältnissen unschwierig, aber mühsam zu begehen. Bei der Tour ist daher ein guter Orientierungssinn von Vorteil. Bei entsprechendem Wetter kann man vom Gipfel aus einen beeindruckenden Ausblick zum Großglockner sowie in die umgebende Bergwelt genießen.

## Anstieg
Ausgangspunkt für den Normalanstieg ist ein kleiner Parkplatz an der Großglockner-Hochalpenstraße mit der Bezeichnung Schöne Wand (2046 m), ca. 1 km westlich des Rasthauses Schöneck (1945 m).
Bei einem Gedenkkreuz beginnt der unmarkierte Steig und führt in einigen Kehren zuerst nordostwärts, wendet sich bald nach Nordwesten und verläuft fast parallel zur Großglockner-Hochalpenstraße in die so genannte Albitzen, ein weitläufiges Almgebiet am Südabhang der Racherin. Hier verlieren sich die Steigspuren und man orientiert sich Richtung Norden und erreicht über steile Wiesenhänge eine unbewirtschaftete Almhütte (ca. 2400 m). Weiter nordwärts gelangt man zuerst über flacheres, später wieder steileres Gelände zum Fuß einer ausgeprägten Rinne, der man links haltend bis auf eine Höhe von ca. 2950 m folgt (mühsam zu gehender, feiner Gesteinsschutt). Hier orientiert man sich im Sinn des Aufstiegs leicht nach rechts und erreicht über relativ flaches, bratschiges Gelände unschwierig den Gipfel. (Gehzeit ab dem Parkplatz Schöne Wand  ca. 3 Stunden)